# Phil Davis
Phil Kwabina Davis (ur. 25 września 1984 w Harrisburgu) – amerykański zawodnik mieszanych sztuk walki (MMA) oraz zapaśnik, złoty medalista mistrzostw NCAA Division I z 2008, zawodnik Ultimate Fighting Championship (UFC) w latach 2010–2015, zwycięzca turnieju Bellator MMA Dynamite w wadze półciężkiej (-93 kg) z 2015 oraz mistrz Bellator MMA w wadze półciężkiej z 2016.

## Kariera sportowa
Zapasy zaczął trenować gdy uczęszczał do Harrisburg High School uzyskując bilans 112-17. Następnie studiował na Pennsylvania State University, gdzie w ciągu czterech lat zdominował NCAA Division I zajmując drugie miejsce w 2006 oraz 2008 wygrywając ją.

## Kariera MMA

### UFC
11 października 2008 zadebiutował w MMA wygrywając z Brettem Chismem na punkty. W 2010 związał się z Ultimate Fighting Championship. Do 2012 niepokonany pokonując m.in. Briana Stanna, Alexandra Gustafssona oraz Antônio Rogério Nogueirę.
28 stycznia 2012 przegrał swój pierwszy pojedynek z byłym mistrzem UFC Rashadem Evansem. 
W latach 2013–2015 zwyciężał nad Vinny Magalhãesem i kolejnym byłym mistrzem UFC Lyoto Machidą oraz przegrywał z Anthonym Johnsonem i Ryanem Baderem. Po stoczeniu pojedynku z tym ostatnim wypełnił swój kontrakt z UFC który nie został przedłużony. 

### Bellator MMA
W kwietniu 2015 podpisał kontrakt z konkurencyjnym Bellator MMA, a we wrześniu tego samego roku zadebiutował w organizacji w trakcie turnieju Dynamite, który wygrał pokonując jednego wieczoru dwóch rywali: Emanuela Newtona przez poddanie oraz w finale Francisa Carmonta przez nokaut.
14 maja 2016 wypunktował Muhammeda Lawala na gali Bellator 154, stając się pretendentem do pasa mistrzowskiego wagi półciężkiej. 4 listopada 2016 pokonał Brytyjczyka Liama McGeary'ego jednogłośnie na punkty, stając się tym samym mistrzem Bellator MMA wagi półciężkiej. Tytuł stracił 24 czerwca 2017 na gali Bellator 180 w Nowym Jorku na rzecz Ryana Badera z którym przegrał niejednogłośnie na punkty. 
25 maja 2018 podczas gali Bellator 200 znokautował wysokim kopnięciem w trzeciej rundzie Brytyjczyka Lintona Vassella.
16 czerwca 2023 na gali Bellator 297 w Chicago zmierzył się z Corey'em Andersonem. Wyrównany pojedynek przegrał przez niejednogłośną decyzję sędziów, którzy punktowali 29-28, 29-28, 28-29.

## Osiągnięcia

### Mieszane sztuki walki
- 2015: Bellator MMA Dynamite – 1. miejsce w turnieju wagi półciężkiej
- 2016–2017: mistrz Bellator MMA w wadze półciężkiej

### Zapasy
- National Collegiate Athletic Association:
  - 2005, 2006, 2007, 2008: NCAA Division I All-American
  - 2005: NCAA Division I – 7. miejsce (197 lb)
  - 2006: NCAA Division I – 2. miejsce (197 lb)
  - 2007: NCAA Division I – 5. miejsce (197 lb)
  - 2008: NCAA Division I – 1. miejsce (197 lb)